# 薩南の三傑
薩南の三傑（さつなんのさんけつ）は、幕末および明治初期の日本において倒幕・維新で活躍した、薩摩藩士の西郷隆盛、大久保利通、税所篤の3人を指す。

## 三傑

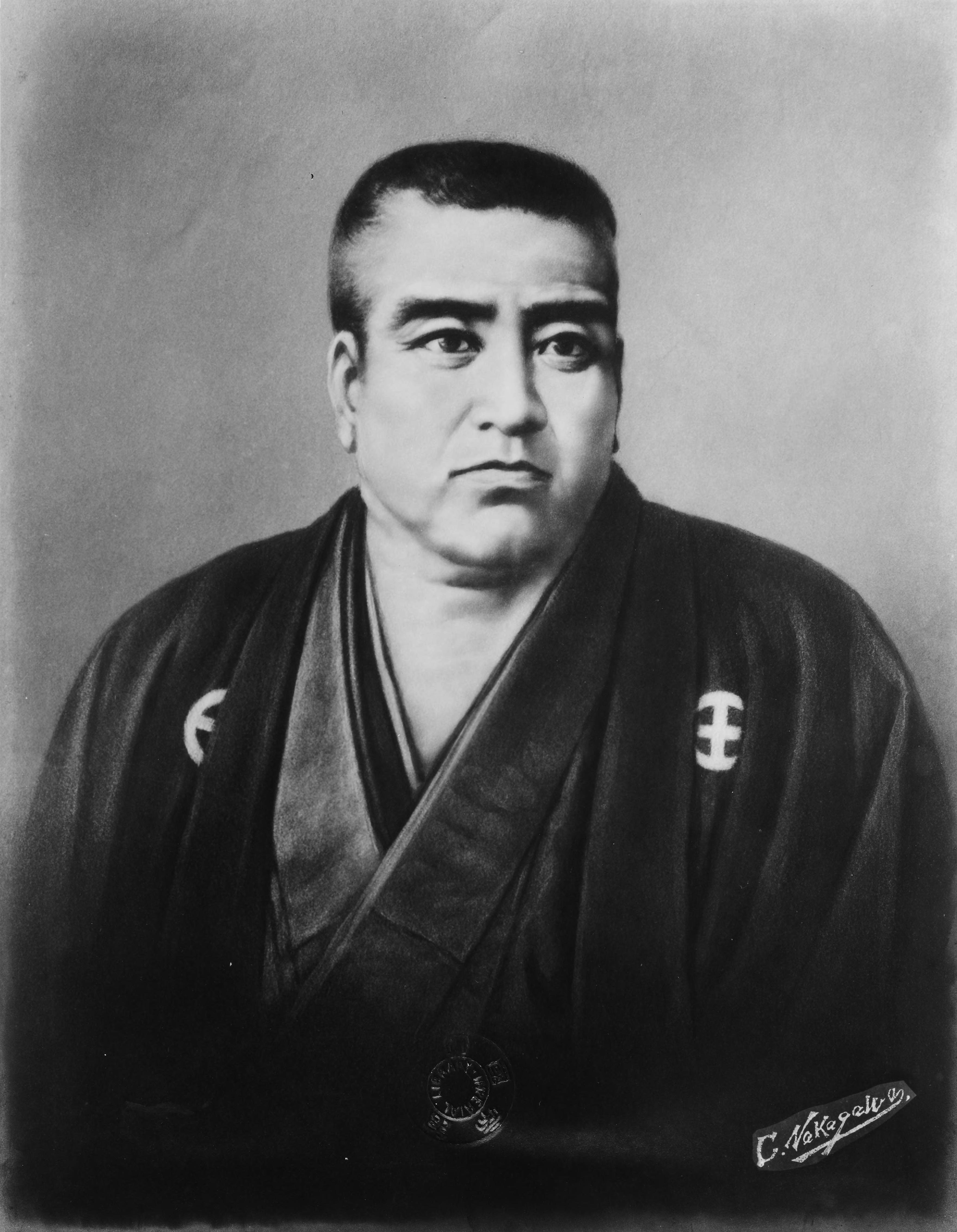
西郷隆盛
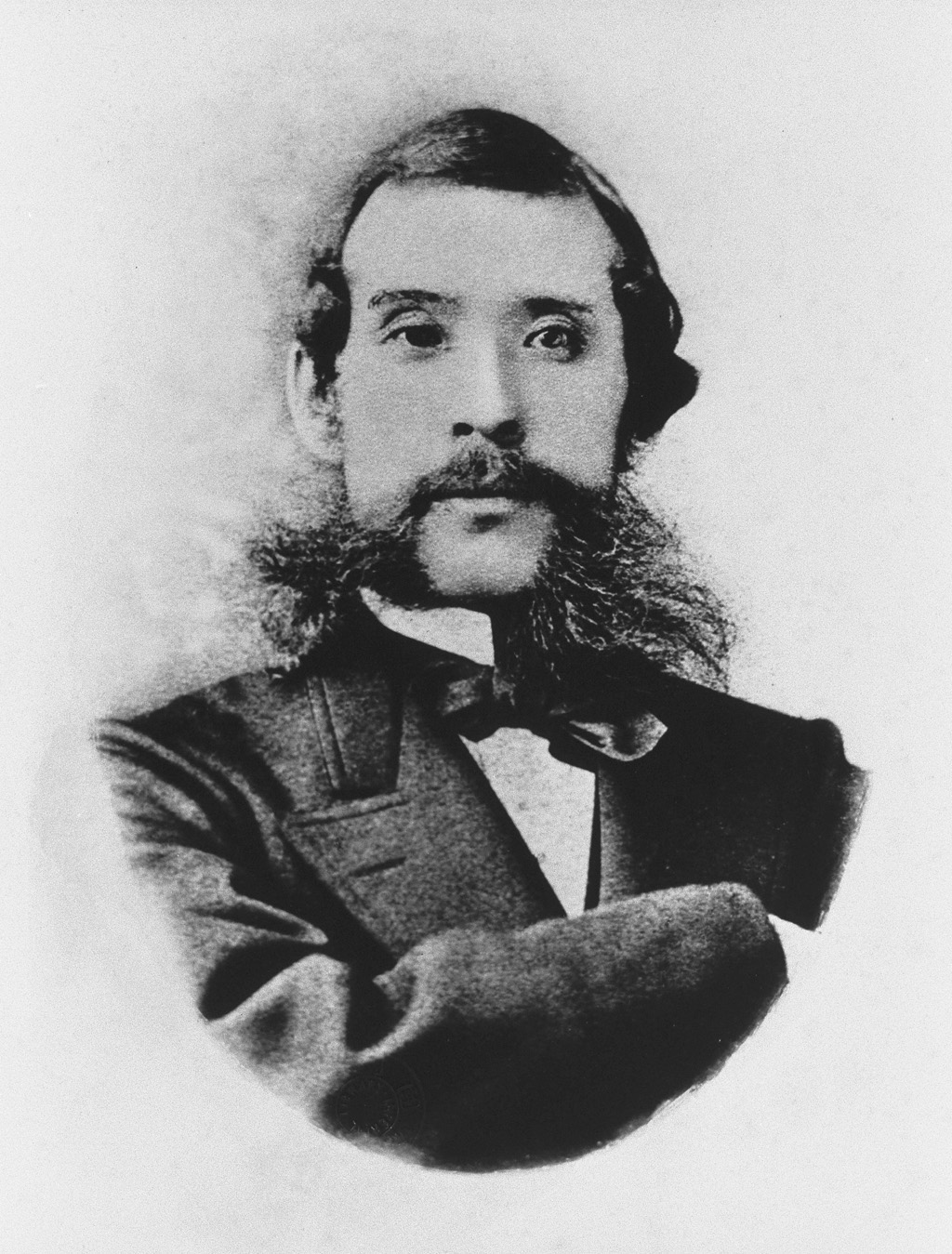
大久保利通
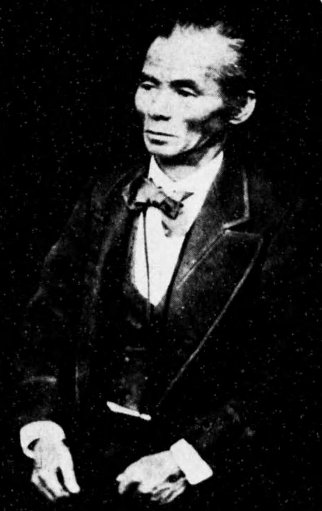
税所篤